# شلیرشید
شلیرشید (به آلمانی: Schlierschied) یک شهر در آلمان است که در راین-هونسروک واقع شده‌است. شلیرشید ۲۰۱ نفر جمعیت دارد.